# Носака, Акиюки
Акиюки Носака (яп. 野坂昭如 Носака Акиюки, 10 октября 1930 года — 9 декабря 2015 года) — японский романист, певец, автор текстов и член Палаты советников. Он хорошо известен своими детскими рассказами о войне.
При работе на радио использовал имя Юкио Аки (яп. 野坂昭如 Аки Юкио), а его псевдонимом в качестве певца шансона был Клод Носака (яп. クロード 野坂 Куро:до Носака).

## Биография
Носака родился в Камакура, Канагава, в семье инженера-строителя Сукэюки Носаки (1899—1978), который после войны стал вице-губернатором Ниигаты. Родители развелись до его рождения и мать умерла, когда ему было два месяца, и мальчика вместе с его старшей сёстрой отдали в приёмную семью Харимая (семья имела китайское происхождение). О том, что он приёмный, Носака узнал в 11 лет, когда случайно заглянул в своё свидетельство о рождении. В этой семье у Носаки были ещё две младшие сестры, которые аналогично были приёмными. Приёмный отец мальчика пропал без вести во время бомбардировки Кобе в 1945 году во Второй мировой войны, а одна из сестёр умерла от недоедания в Фукуи. Позднее Носака будет основывать свой рассказ «Могила светлячков» на этом опыте. Его «Могила Светлячков» и «Американец Хидзики» получили 58-ю премию Наоки (1967 下). По сюжету первой Исао Такахатой был снят одноимённый анимационный фильм.
Его роман, The Pornographers, был переведен на английский язык и опубликован в 1968 году. По роману режиссёром Сёхэем Имамурой был снят фильм The Pornographers. В декабре 1978 года он дал бывшему рестлеру и игроку регби Сусуму Хара псевдоним Ашура Хара.
Он был избран в Японскую Палату советников в 1983 году. Носака перенес инсульт в 2003 году, и хотя страдал от него, продолжал писать колонку для ежедневной газеты «Майнити симбун».
Был женат на бывшей актрисе из театра «Такарадзука» Ёко Носака. В браке родились две дочери Мао (стала писателем) и Ами (стала актрисой). Актёр Юносукэ Ито приходился Акиюки некровным двоюродным дядей, он был кузеном второй жены его отца.
В эфире NHK 10 декабря 2015 года, в котором сообщалось о смерти Носаки, в 7:00 вечера ветеран-журналист сказал, что Носака известен тем, что сомневался в том, что большинство людей считает здравым смыслом, но сейчас Япония вступила в эру, в которой это уже невозможно.

## Работы
- Телереклама и журнальные статьи (1950-е)
- The Pornographers (エロ事師たち, Erogotoshi-тати) (1963), английский перевод Майкл Галлахер, ISBN 0-436-31530-0
- Американец Hijiki (アメリカひじき, Amerika Hijiki) (1967)
- Могила светлячков (火垂るの墓, Хотару но Хака) (1967)
- Военные истории для детей (1971)
- Кит, который влюбился в подводную лодку (2015) 戦 争 童話 集 (Senso Dowashuu), английский перевод Джинни Тапли Такемори, ISBN 978-1-78269-027-6